# Peter Dam
Peter Dam (Hoogeveen, 21 gennaio 1963) è un ex cestista olandese.

## Carriera
Con i Paesi Bassi ha disputato i Campionati europei del 1989.